# Vicente Sanombo
Vicente Sanombo (Bailundo, 23 de outubro de 1964) é um prelado angolano da Igreja Católica, atual bispo da Diocese do Cuíto-Bié.

## Biografia
Frequentou os estudos de filosofia e teologia no Seminário Maior Cristo Rei do Huambo e recebeu a ordenação presbiteral em 6 de novembro de 1992. Também possui licenciatura em sagradas escrituras do Pontifício Instituto Bíblico.
Em sua atuação pastoral, foi ecônomo, reitor do Seminário Menor, reitor do Seminário de Filosofia do Huambo e chefe do Centro Pastoral Bom Pastor. De 2004 a 2024, foi professor de sagradas escrituras no Seminário Maior Cristo Rei do Huambo, de 2009 a 2024, pároco da Sé, de 2010 a 2024, vigário-geral da Arquidiocese do Huambo e, de 2019 a 2024, conselheiro da Conferência Episcopal de Angola e São Tomé.
Em 28 de março de 2024, o Papa Francisco o nomeou como bispo do Cuíto-Bié. Recebeu a ordenação episcopal em 23 de junho do mesmo ano, na Praça São João Paulo II de Huambo, de Zeferino Zeca Martins, S.V.D., arcebispo do Huambo, coadjuvado por José de Queirós Alves, C.SS.R., arcebispo emérito do Huambo e por Estanislau Marques Chindekasse, S.V.D., bispo de Dundo.